# Michele Obino
Don Michele Obino (Santu Lussurgiu, 19 gennaio 1769 – Parigi, 6 gennaio 1839) è stato un rivoluzionario del Regno di Sardegna, tra i protagonisti dei moti rivoluzionari sardi.

## Biografia

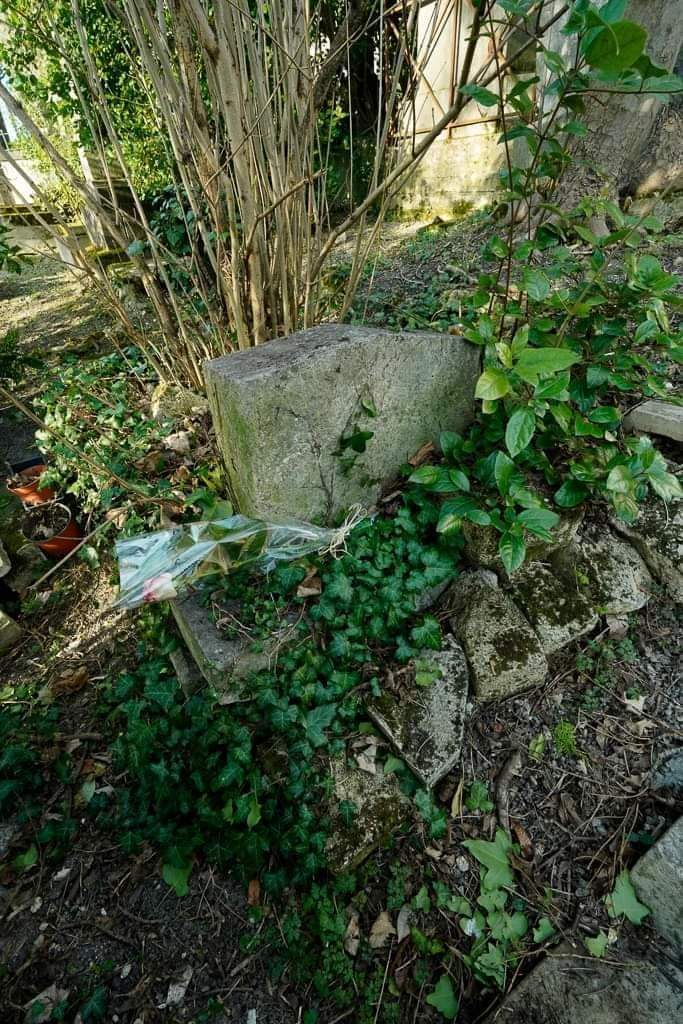
Tomba di Michele Obino, vista frontale.

Originario di Santu Lussurgiu, si distinse negli studi già in giovane età conseguendo la Laurea all'Università di Sassari nel 1785. Fu titolare della cattedra di Digesto degli anni 1791-92. Nell'aprile 1794, all'età 25 anni, assunse la Cattedra di Decretali dell'Università di Sassari da cui venne destituito il 8 maggio 1799 per motivi politici.
Di ideali illuministici e fra i protagonisti delle rivolte antifeudali in Sardegna, ospitò l'amico Giovanni Maria Angioy durante la sua fuga a seguito del fallimento della sollevazione popolare.
Autore più accreditato degli opuscoli clandestini Achille della Sarda Liberazione e I sentimenti del vero patriotta sardo che non adula Cagliari, fu processato con l'accusa di essere fomentatore dei tumulti a Sassari e di aver fatto circolare libri rivoluzionari. Fu costretto alla macchia fra le foreste del Montiferru insieme agli altri capi dei rivoltosi di Santu Lussurgiu e dei paesi vicini, come Scano di Montiferro, Michele Obino fu costretto a fuggire in Francia.
Morì a Parigi il 6 gennaio 1839. Riposa al cimitero di Père-Lachaise nella divisione 11.

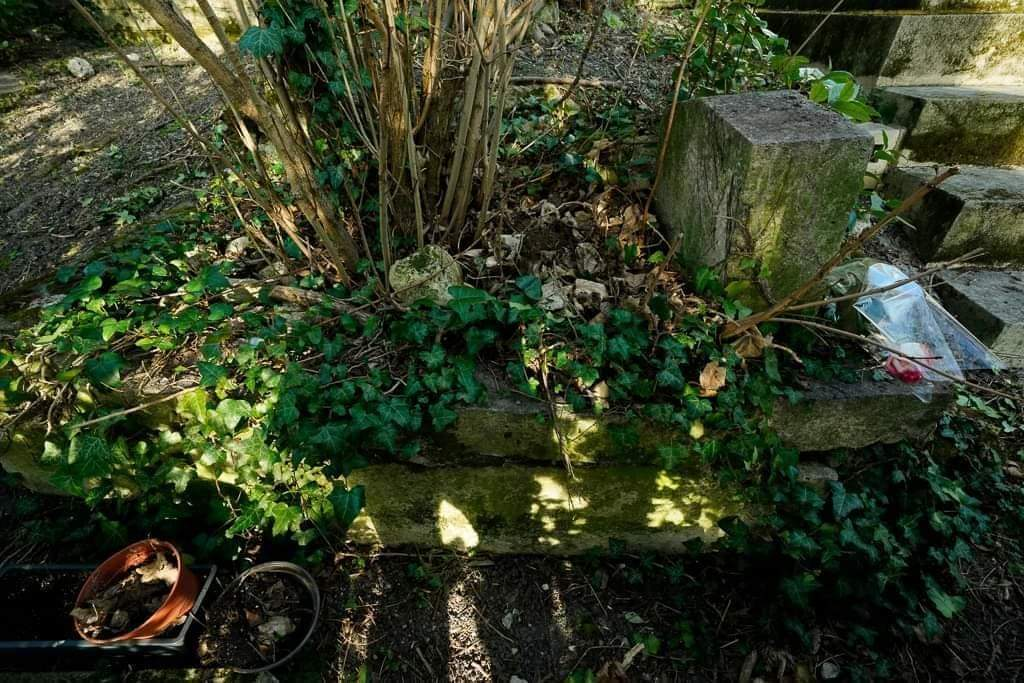
Tomba di Michele Obino, vista latelare.

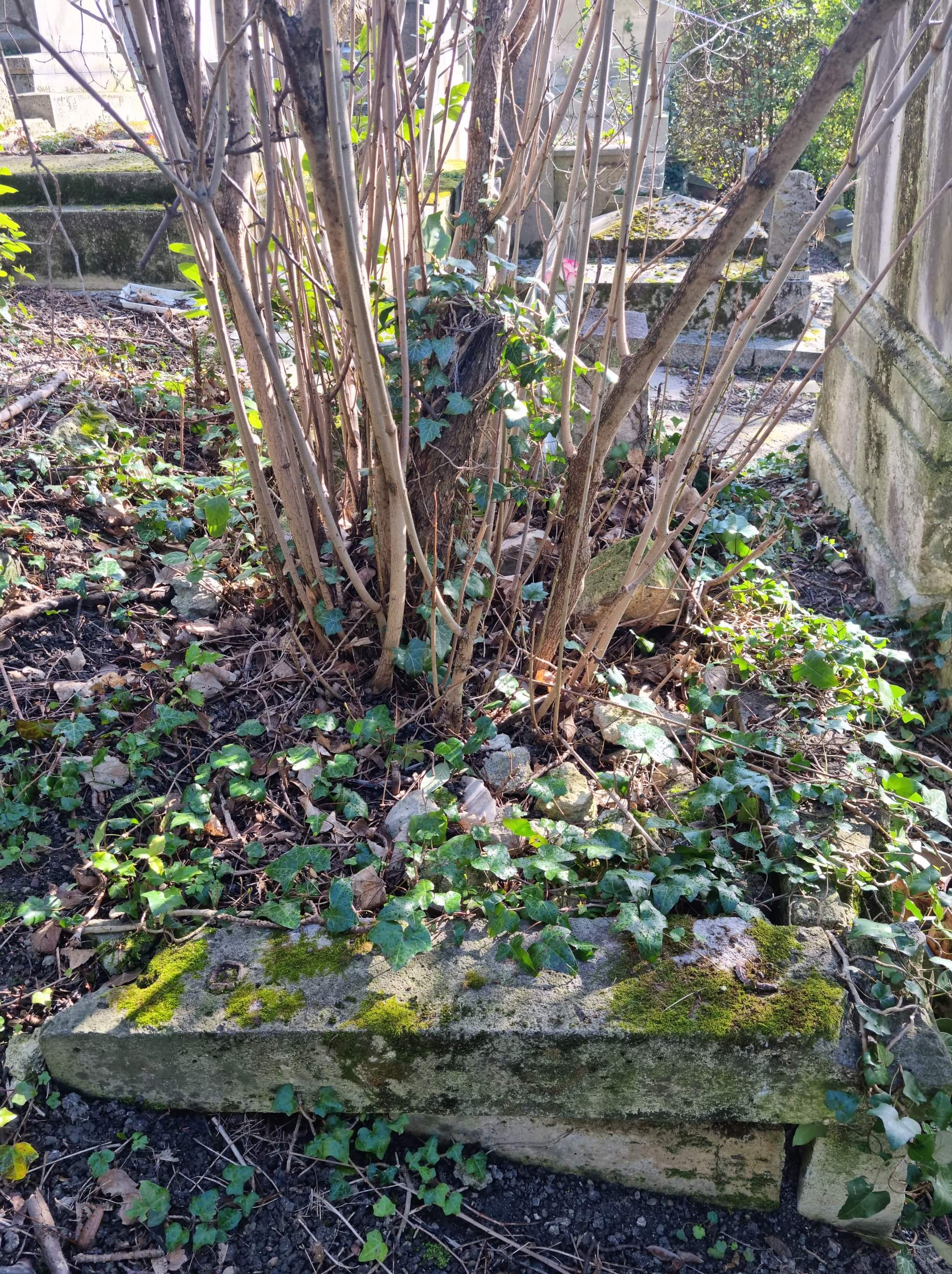
Tomba di Michele Obino, vista posteriore.

Una via a Santu Lussurgiu è intitolata a suo nome.

## Achille della Sarda Liberazione
È un opuscolo clandestino di alcune pagine scritto e diffuso in Sardegna durante il triennio di rivolta 1793-96.
È organizzato in quattro paragrafi:
- Analisi della sarda costituzione politica,
- Politica machiavellica del Ministero
- Schiavitù feudistica
- Inimicizia piemontese

ognuno contenente brevi enunciati che riassumono le idee del movimento e il programma rivoluzionario.
In esso risaltano chiaramente le idee politiche maturate durante la rivoluzione francese, documentando così lo stretto legame che esisteva con le correnti di pensiero europee.

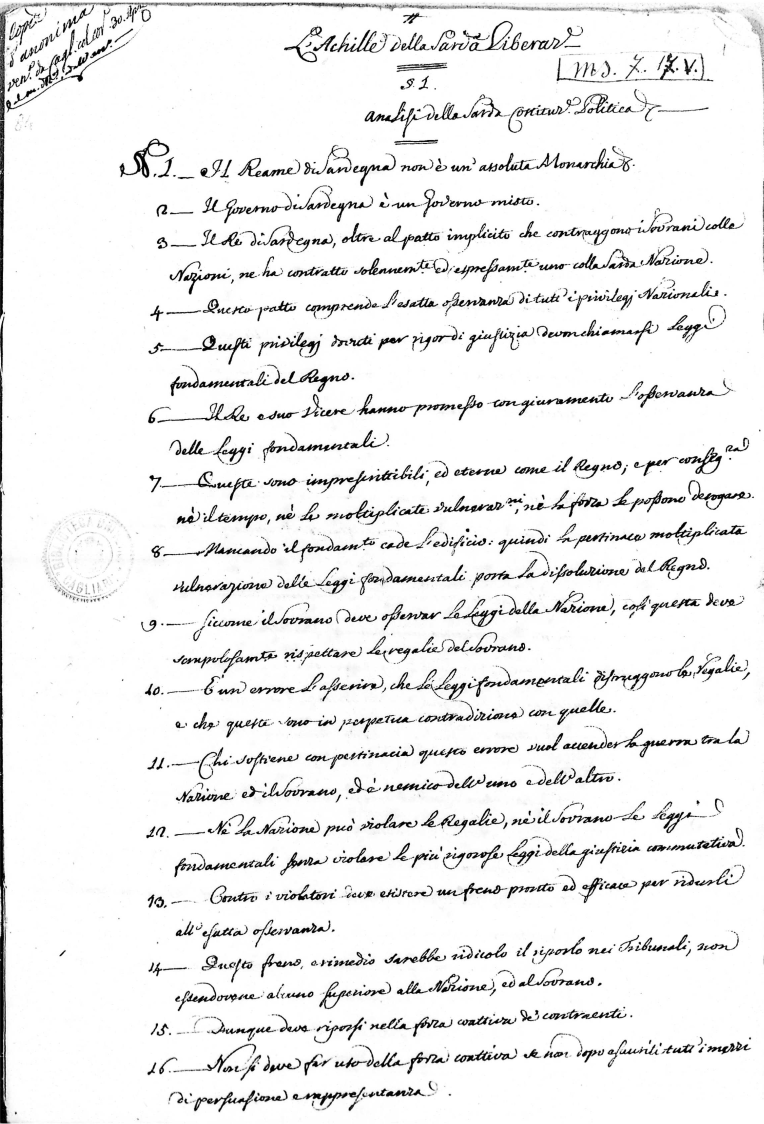
Achille della Sarda Liberazione, copia manoscritta, prima pagina

L'opuscolo denuncia l'ordinamento feudale sardo come maggior causa del degrado della Sardegna, e accusa il governo sabaudo di violare il patto tra Sovrano e Nazione sarda che tutela i diritti del «Reame di Sardegna» e limita l'«assoluta Monarchia». La violazione del patto, si afferma ne l'Achille, dà diritto alla resistenza.

### Copia manoscritta
Una copia manoscritta dell'opuscolo, datata 1796, è conservata presso la Biblioteca universitaria di Cagliari. È pervenuta attraverso il Fondo Baylle costituito da una preziosa raccolta di documenti storici donata nel 1843 alla Biblioteca universitaria da Ludovico Baille già suo direttore dal 1827 al 1839.
L'opuscolo è costituito da 7 pagine di dimensione circa cm 31x20.